# ビコ
ビコ(Biko)は、フィリピンの甘い餅である。ココナッツミルク、黒砂糖、もち米から作り、ラティクをトッピングする。カラマイの一種で、米をペースト状にしないこと以外は同じように作る。包装したものがスーマンとして販売されることもある。
ルソン島南部ではsinukmaniやsinukmanen、ムスリム地域ではタウスグ語でwadjit、マラナオ語でwadit、マギンダナオ語でwagitとして知られる。
セブアノ語が話される地域では、プトマヤと呼ばれるものが有名である。これは、tapolと呼ばれる紫色のもち米を水に浸し、水を切った後に30分間蒸す。これにココナッツミルク、食塩、砂糖、ショウガ汁を加え、蒸し器に戻してさらに25分から30分蒸す。小片に切り分け、シクワテ（ホット・チョコレート）とともに早朝に食べる。熟したマンゴーと一緒に食べるのも一般的である。プトマヤは柔らかいビコと比べると、アルデンテの食感に特徴がある。